# Juan Carlos Orellana
Pour les articles homonymes, voir Orellana.
Juan Carlos Orellana Jara est un footballeur chilien, né le 21 juin 1955 à Santiago et mort le 10 novembre 2022. Il évoluait au poste d'attaquant.

## Biographie
Il participe à la Copa América 1983 et compte onze sélections équipe du Chili entre 1977 et 1983.
Il meurt le 10 novembre 2022, à 67 ans.

## Carrière
- 1973 - 1974 : Green Cross ( Chili)
- 1974 - 1980 : Colo Colo ( Chili)
- 1981 - 1983 : O'Higgins ( Chili)
- 1984 : Unión Española ( Chili)
- 1985 : Deportes Antofagasta ( Chili)[2]

## Palmarès
- Champion du Chili en 1979 avec Colo Colo